# 은하해방전선
《은하해방전선》은 2007년 11월 29일에 개봉된 대한민국의 영화다.

## 줄거리
영화감독 영재는 새로운 영화 시나리오 작업에 어려움을 겪던 중 여자친구에게마저 차인다. 극심한 스트레스에 시달리던 영재는 결국 실어증을 앓게 된다. 이는 그가 자신의 내면과 마주하고, 영화 창작의 고통을 넘어 극복해야 하는 상황에 놓이게 되었음을 암시한다.

## 캐스팅
- 임지규 : 영재 역
- 박혁권 : 박혁권 역
- 서영주 : 은하 역
- 박미현 : 최 대표 역
- 정승길 : 정 PD 역
- 오창경 : 병길 역
- 장정애 : 은진 역
- 앤드류 성 : 스탭 역
- 조한철 : 평론가 역
- 김보경 : 김미경 역